# Grigorij Pavlovič Děrnov
Svatý Grigorij Pavlovič Děrnov  (23. lednajul./ 4. února 1899greg., Jelabuga – 14. únorajul./ 27. února 1918greg., Jelabuga) byl ruský pravoslavný laik a mučedník.

## Život
Narodil se 23. ledna 1899 v Jelabuze jako syn kněze Pavla Alexandroviče Děrnova a Anny Arkadjevny. Měl čtyři sourozence.
Studoval na Jelabužském reálném učilišti. Po absolvování doplňkové třídy nastoupil na Petrohradský technologický institut (dnes Petrohradský státní technologický institut).
Dne 14. února se svými bratry Borisem a Semjonem vyrazil hledat zatčeného otce. Podle očitých svědků jeden ze synů otce Pavla označil příslušníky Rudé armády za vrahy a téhož dne byli zastřeleni vojáky bolševického represivního oddílu.
Bratři byli pohřbení vedle svého zabitého otce na Troickém hřbitově. V sovětských dobách byl hřbitov a vedlejší chrám Svaté Trojice zničen a jejich hrob byl ztracen.
Roku 1981 byl se svým otcem a bratrem Ruskou pravoslavnou církví v zahraničí svatořečen jako mučedník.
Dne 15. října 2018 jej, jeho otce a bratry Ruská pravoslavná církev svatořečila jako mučedníky a byli zařazeni mezi Sbor všech novomučedníků a vyznavačů ruských.
Jeho svátek je připomínán 27. února (14. února – juliánský kalendář).